# Ramón Mercader
Jaime Ramón Mercader del Río Hernández (Barcelona, 7 februari 1913 – Havana (Cuba), 18 oktober 1978) was een Spaanse communist, die bekend werd als moordenaar van Leon Trotski. Hij doodde Trotski in 1940 met een ijsbijl. Pas jaren later werd bekend dat hij de moord voor de NKVD had gepleegd, bij wie hij bekend was onder de codenaam RAYMOND, de Franse versie van zijn voornaam.

## Levensloop
Mercader groeide op in het rumoerige Catalonië van het interbellum. Zijn ouders scheidden in 1925 en zijn moeder vertrok met de jonge Ramón naar Frankrijk. Via zijn moeders nieuwe minnaar raakte Ramón bekend met communistische ideeën en in 1934 streed hij in een ondergrondse communistische cel tegen de regering in Madrid. In 1936 werd hij door de nieuwe linkse Spaanse regering vrijgelaten en vocht als luitenant en politiek commissaris tegen de nationalisten en hielp de inname van Barcelona te verhinderen.
Vrij snel daarna zegde de Sovjet-Unie zijn steun toe aan Spanje. Behalve tanks en troepen stuurde Stalin ook de NKVD, die Mercader rekruteerde. Een Russische generaal, "Kotov", bleek in werkelijkheid agent Leonid Eitingon van de NKVD en rekruteerde zowel Ramóns moeder Caridad (door haar te verleiden), als Ramón. In 1937 vertrok Ramón naar Moskou voor training in gevechts- en moordtechnieken.
In Moskou had Sovjetleider Jozef Stalin inmiddels besloten dat Trotski, die ook na zijn verbanning vanuit Turkije, de Verenigde Staten van Amerika en nu Mexico zijn aanhangers bleef leiden, geëlimineerd moest worden. Stalin had een grote persoonlijke hekel aan Trotski en wilde bovendien iedere mededinger naar de macht uit de weg ruimen. Trotski moest dood, maar de NKVD had nog niet besloten dat Mercader de klus zou opknappen.

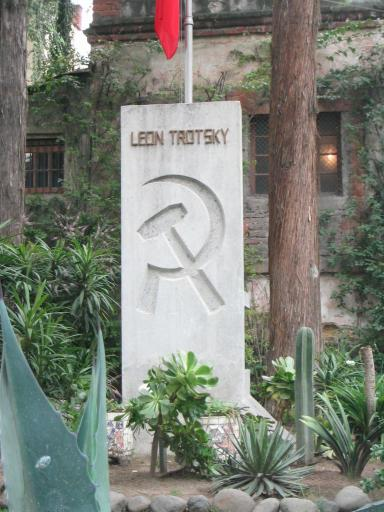
Het graf van Trotski

### Het moordcomplot
Ramón Mercader werd ingezet om contact te leggen met de Amerikaanse trotskiste Sylvia Ageloff, een vertrouweling van Trotski. Hij deed zich voor als een Belgisch sportjournalist, Jacques Mornard. Ageloff viel als een blok voor Mercader en begon een liefdesrelatie met hem. Zijn smoezen over zijn afwezigheid slikte ze, evenals het niet kunnen ontmoeten van zijn ouders. In de zomer van 1938 vertelde Mercader Ageloff dat hij een baan in New York had aangenomen. Hij vertrok op een vals paspoort naar New York en Ageloff volgde hem. Daarna volgde nog een "baanwisseling", deze keer naar Mexico, waar Trotski inmiddels verbleef. Weer volgde Ageloff.
Ageloff bezocht Trotski in Mexico-Stad regelmatig, maar Mercader ging aanvankelijk niet mee. Dit wilde ze, hoeveel ze ook van Mercader hield, niet. Ze vertelde Trotski dat ze dit uit veiligheidsoverwegingen deed, maar ook en vooral om Mercader niet bij haar activiteiten te betrekken. Ze raakten bevriend met de Rosmers, Franse communisten en tevens vertrouwelingen van Trotski. Intussen waren ook Caridad Mercader en Eitingon in Mexico aangekomen om de operatie te coördineren. Uiteindelijk kwam Mercader toch in contact met Trotski, toen Ageloff weg en de Rosmers ziek waren. Mercader ging naar Trotski's villa en raakte bevriend met de wachten terwijl hij de verdediging bekeek en doorgaf aan Eitingon. Op dit moment was de NKVD nog niet van plan om Mercader in te zetten bij de moord en was zijn taak slechts het verzamelen van informatie.
Op 24 mei 1940 probeerde de NKVD Trotski te vermoorden. Een doodseskader van Mexicaanse communisten viel de villa aan met brandbommen en machinegeweren. Ze overmeesterden en doodden de bewakers en eenmaal binnen, schoten ze meer dan 300 kogels Trotski's slaapkamer in. Trotski en zijn vrouw overleefden door onder het bed te kruipen. De aanvallers gingen de slaapkamer niet in, maar vertrokken. Waren ze de kamer binnengegaan dan was Trotski zeker gedood. De aanslag was voor een veiligheidsdienst uitermate knullig, amateuristisch en brutaal opgezet. De NKVD bedacht nu een nieuw plan, waarin Mercader een grotere rol zou krijgen.
Vier dagen na de aanslag ontmoette Mercader zijn slachtoffer voor het eerst. De altijd ontwapenende Spanjaard wist Trotski's sympathie al snel te winnen. Hij leende Trotski's auto toen hij "voor zaken" naar New York moest. In werkelijkheid overlegde hij met zijn superieur Eitingon over het fiasco van 24 mei. Volgens het nieuwe plan intensiveerde Mercader zijn vriendschap met Trotski. Hij bezocht de villa voor de aanslag ca. tien keer, waarbij hij telkens niet langer bleef dan hij welkom was en zo nu en dan een cadeau voor Trotski's kleinzoon meebracht. In augustus vroeg Mercader, nog altijd bekend als de Belgische sportjournalist Mornard, Trotski of hij kon helpen met een artikel dat hij aan het schrijven was. Het was namelijk politiek getint en daar zou hij "geen ervaring mee hebben". Trotski vond het best. Mercader zou nu zeer vaak de villa betreden, wat een gouden kans was. 
Mercader kocht een ijsbijl en nam voor alle zekerheid tevens een mes en een pistool mee. Het plan was Trotski met de bijl de hersens in te slaan, zodat hij op slag en zonder geluid te maken zou overlijden. Daarna zou Mercader, ongehinderd door de bewakers die hem immers kenden, de villa kunnen uitwandelen, waar zijn moeder en haar minnaar Eitingon al op hem zouden wachten. Tegen de tijd dat de bewakers Trotski zouden vinden zou het drietal al ver weg zijn. Het zou echter anders lopen.
Op 20 augustus trof hij Trotski alleen aan. Toen Trotski zijn artikel las en hij "over de schouder meekeek", hief hij zijn bijl en sloeg Trotski's schedel in. Mercader hoopte dat Trotski direct zou sterven, maar Trotski slaakte een kreet en zakte in elkaar. Later zou Mercader beweren die kreet de rest van zijn leven te horen. Deze kreet werd echter ook gehoord door de bewakers, zij renden de kamer in en begonnen Mercader in elkaar te slaan. Ze zouden hem wellicht hebben doodgeslagen als Trotski niet had gezegd: "Laat hem leven. Hij heeft een verhaal te vertellen." Trotski werd naar een ziekenhuis overgebracht en bleef nog een paar uur bij kennis, alvorens hij de volgende dag overleed. Leonid Eitingon en Caridad Mercader verlieten het land.

## Nadien

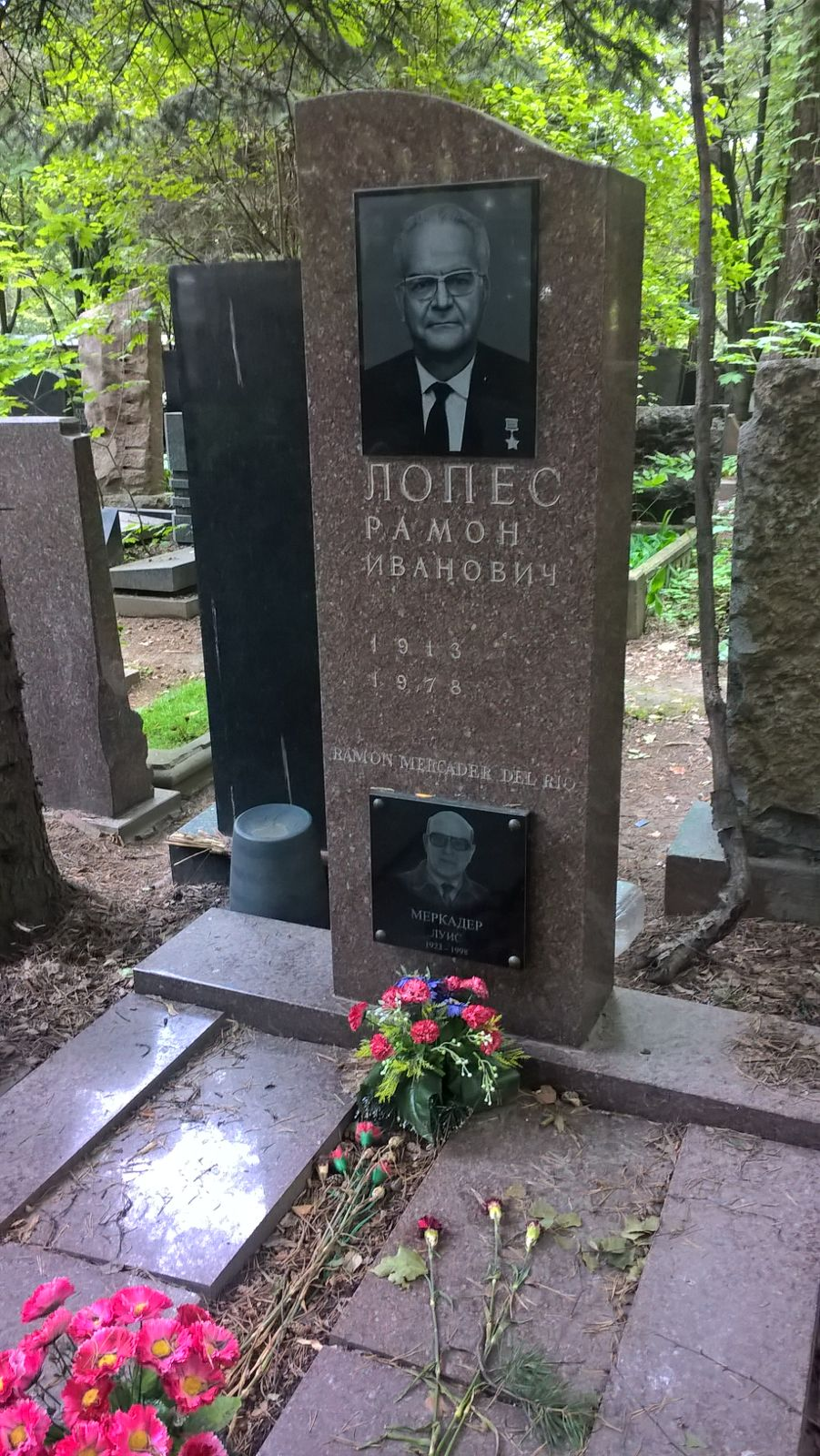
Graf Ramón Mercader in Moskou.

Mercader bleef zijn ware identiteit en motieven aanvankelijk geheimhouden. Hij beweerde dat hij Trotski had vermoord, omdat hij Sylvia Ageloff en hem had verboden te trouwen. Ageloff werd zelf enige tijd vastgehouden als verdachte, maar werd al snel op vrije voeten gesteld. Mercader werd, nog altijd onder de naam Mornard, veroordeeld tot 20 jaar gevangenisstraf.
Leonid Eitingon en Caridad Mercader wisten de Sovjet-Unie veilig te bereiken, waar Caridad de Leninorde ontving en werd onthaald door Beria en Stalin. De rest van haar leven sleet ze aldaar, maar ze raakte van lieverlee verbitterd, omdat ze de Sovjet-Unie niet meer mocht verlaten en Eitingon haar in de steek liet (hij had beloofd met haar te trouwen). Wat het ergst aan haar knaagde, was het besef dat ze haar zoon had achtergelaten om weg te rotten in een Mexicaanse gevangenis.
Ramón Mercader zelf toonde geen enkel berouw, bleef aan zijn stalinistische overtuiging vasthouden en verklaarde dat de geschiedenis hem zou herdenken als een held. De straf van twintig jaar gevangenisstraf vond hij ook "juist" en onderging hij gelaten in de Lecumberri gevangenis. De rechtszaak en de straf zat hij uit als Jacques Mornard, omdat de Mexicanen zijn identiteit niet konden achterhalen. De psycholoog Quiroz ontdekte dat 'Mornard' zeer intelligent was en daarnaast een welhaast fotografisch geheugen bezat. Hij had een verbazende aanleg voor codes en puzzels. Zijn huid was zeer gevoelig, maar hij had een extreem hoge pijndrempel. Mercader gedroeg zich als een modelgevangene, maar in 1953 kwamen de Mexicanen toch achter zijn identiteit. In 1960 werd Mercader uit de gevangenis ontslagen.
Mercader vertrok naar de Sovjet-Unie waar hij door Nikita Chroesjtsjov werd ontvangen en onderscheiden werd als Held van de Sovjet-Unie. Hij ontving een naar Sovjet-maatstaven riant appartement en pensioen en bleef in Moskou wonen, onder de naam Ramon Lopez, tot hij halverwege de jaren 70 naar Cuba vertrok. In 1978 overleed Mercader, waarna zijn weduwe zijn stoffelijk overschot naar Moskou liet overbrengen.
- Biblioteca Nacional de España: XX1029795
- Bibliothèque nationale de France: cb16769758v (data)
- Catàleg d'autoritats de noms i títols de Catalunya: 981058614765806706
- Gemeinsame Normdatei: 133551652
- International Standard Name Identifier: 0000 0000 7879 1464
- Library of Congress Control Number: n79063456
- Nationale Bibliotheek van Israël: 987007312339505171
- Nationale Bibliotheek van Polen: a0000003074526
- Système universitaire de documentation: 120736543
- Virtual International Authority File: 1204767
- WorldCat: E39PBJqVT6fYhK9gTGYQgyTbVC